# دیزنی مجیک کینگدمس
پادشاهی‌های جادویی دیزنی (به انگلیسی: Disney Magic Kingdoms) یک بازی شهرسازی است که در ۱۷ مارس ۲۰۱۶ توسط گیم‌لافت با الهام از پارک‌های دیزنی برای اندروید، آی‌اواس و ویندوز ساخته و منتشر شده است.

## خط داستانی
بازی در یک پادشاهی اتفاق میفتد که برپایهٔ دیزنی‌لند و پادشاهی جادویی ساخته شده است. میکی ماوس نگهبان پادشاهی است. وقتی مالیفیسنت یک طلسم شیطانی را روی پادشاهی می‌اندازد و همهٔ جادوی قدرتمند پادشاهی را از میان می‌برد، بازیکنان باید به میکی ماوس و شخصیت‌های دیگر کمک کنند تا جادوی پادشاهی را برگردانند و پارک خود را بسازند. گاهی مرلین از شمشیر در سنگ (۱۹۶۳)، بازیکن را برای پیشبرد داستان راهنمایی می‌کند.

## گیم‌پلی
با پیشرفت در خط داستانی، بازیکن شخصیت‌ها (Character) و جاذبه‌های (Attraction) بیشتری را باز می‌کند. بازیکن می‌تواند با فرستادن شخصیت‌ها به مأموریت (Quest) و انجام وظایف (Task) گوناگون یا با استفاده از توکن‌ها (Token)، به شخصیت‌های جدید خوش‌آمد بگوید (Welcome) یا آن‌ها را ارتقا دهد (Leveling up) و در این راه جادو (Magic) و تجربه (Experience) — برای ارتقای بازی به لِوِل بالاتر — کسب کند. شخصیت‌ها و جاذبه‌های پریمیوم (Premium) با استفاده از الماس‌ها (Gem) باز می‌شوند، که با ارتقای لِوِل شخصیت‌ها، تکمیل مجموعه‌های شخصیت (Character collection) یا دیدن تبلیغات روزانه (Daily announcement)، به دست می‌آیند.
این بازی همچنین صندوقچه‌هایی (Chest) دارد که گاهی در پادشاهی پنهان می‌شوند، البته می‌توان آن‌ها را با استفاده از الماس‌ها نیز خریداری کرد که بسته به نوع صندوقچه، جوایزی گوناگون مانند جاذبه‌ها، توکن‌ها، تزئینات (Decoration) یا امتیازات (Concession) اهدا می‌کنند. همچنین مرلین فروشگاهی دارد (Merlin's Shop) که در آن بازیکن می‌تواند با اکسیر (Elixir) توکن بخرد و جاذبه‌های جدید را باز کند؛ با انداختن تزئینات و امتیازات در دیگ مرلین (Merlin's cauldron)، اکسیر به دست می‌آید. این بازی همچنین شامل مراسم‌های خیابانی (Float) برپایهٔ هرکدام از فرنچایزهای دیزنی است که از طریق رژه‌ها (Parade) برای جمع‌آوری جادو، توکن یا الماس برگزار می‌شوند.
با بازی در زمان رویدادهای (Event) مهم، بازیکنان می‌توانند شخصیت‌ها و جاذبه‌های زمان محدود (Limited-time) را باز کنند. پس از پایان رویدادها، این محتوا گاهی در صندوقچه‌های زمان محدود و در موارد دیگر، در انواع دیگر رویدادها دوباره می‌توانند باز شوند.
برخی از شخصیت‌ها، لباس‌هایی (Costume) دارند که می‌توان آن‌ها را از طریق توکن‌ها و الماس‌ها خریداری کرد، یا در یک رویداد آن‌ها را جایزه (Prize) گرفت.
در بیشتر موارد، شخصیت‌های بازی درگیر خطوطی داستانی هستند که در واقع، ادامهٔ رویدادهای فیلم‌های مربوطه‌شان هستند.
در به‌روزرسانی شصتم (ژوئیهٔ ۲۰۲۲)، بازی یک چرخهٔ فصلی (Season Pass) را معرفی کرد که با آن برای دوره‌ای ۹۰ روزه، بازیکنان می‌توانند با انجام برخی از مأموریت‌ها، که شامل وظایف روزانه (Daily task)، هفتگی (Weekly task) و وظایف مخصوص رویدادها (Event task) هستند، جوایزی را با کسب امتیاز شادی (Happiness) برای پادشاهی به دست آورند. چرخهٔ فصلی، به جوایز رایگان که شامل جوایزی برای همهٔ بازیکنان است و جوایز چرخهٔ پادشاهی (Kingdom Pass) که از طریق خرید با پول واقعی به دست می‌آیند، تقسیم می‌شود.

## صداپیشگان
شخصیت‌های میکی و دوستان و داستان اسباب‌بازی، به‌علاوهٔ مرلین از شمشیر در سنگ (۱۹۶۳)، در زمان انتشار اولیهٔ بازی سخنگو بودند و صداپیشگان رسمی/اصلی خودشان به جای آن‌ها حرف می‌زدند. هیچ صدای دیگری برای بازی ضبط نشد. صداپیشگی‌ها در به‌روزرسانی سی و هشتم (فوریهٔ ۲۰۲۰) پاک شدند؛ صدای پلوتو و میکی همچنان وقتی بازیکن به لِوِل بالاتر می‌رسید شنیده می‌شد، تا اینکه در به‌روزرسانی چهل و دوم (ژوئیهٔ ۲۰۲۰)، صفحهٔ ارتقای سطح با تصویری ثابت از پلوتو و میکی جایگزین شد و صداپیشگان باقی‌مانده، کاملاً از بازی پاک شدند.
- جف بنیت در نقش مرلین
- برت ایوان در نقش میکی ماوس
- راسی تیلور در نقش مینی ماوس
- بیل فارمر در نقش گوفی و پلوتو
- تونی آنسلمو در نقش دانلد داک
- ترس مک‌نیل در نقش دیزی داک
- جیم کامینگز در نقش پیت و راوی تیتراژ آغازین
- جیم هنکس در نقش وودی
- جون کیوسک در نقش جسی
- آنی پاتس در نقش بو پیپ
- والاس شاون در نقش رکس
- آر. لی ارمی در نقش سارج
- جان راتزنبرگر در نقش هام
- تیم آلن در نقش باز لایتیر
- جیمز پاتریک استوارت در نقش زورگ

## بازخورد
نیلی جانسون از کامن سنس مدیا به این بازی سه ستاره از پنج ستاره داد و نوشت: «ده دقیقهٔ اول برای بچه‌ها سرگرم‌کنندست[، اما پس از آن،] زمان‌های انتظار افزایش پیدا می‌کنند و ارتقای شخصیت‌ها، تنها یک انیمیشن کوتاه را نتیجه می‌دهد.» او از بازی انتقاد کرد چون «روی خریدهای درون‌بازی خیلی تمرکز کرده است» و گفت: «تایمرهای طولانی ساخت [جاذبه‌ها] و سیستم قراردهی ضعیف، باعث می‌شوند تنظیم چیزها به‌روشی جذاب — یا حتی معقول — سخت باشد.» اگرچه بازی «شخصیت‌های محبوب دیزنی، روایتی فعال، جاذبه‌های آشنای پادشاهی جادویی و موسیقی واقعی دیزنی [را دارد، اما] می‌تواند با تمرکز کمتر روی مأموریت‌های بی‌معنی و پول عالی شود [و به جای آن] بیشتر روی خلاقیت و سرگرمی [تمرکز کند].» اما هم‌اکنون، «شاید برای بازیکنان بزرگ‌تری که از قبل به این ساختار عادت دارند، جذاب باشد.»
ری ویلمورت از پاکت گیمر، به بازی ۲٫۵ از ۵ ستاره داد: «عملکرد خوبی در قرار دادنتان در قلب یک شهربازی مجلل دارد، چه از منظر بازآفرینی شگفتی و رمزوراز اکتشاف [در قلمرو] و چه از منظر تکرار سیستم سامان‌دهی طاقت‌فرسا.» هرچند او از بازی انتقاد کرد به خاطر «تایمرهای انتظار[ش]» و اینکه «گاهی مجبورید اندازهٔ ۶ ساعت برای پیشبردن داستان منتظر بمانید، که به‌ویژه برای بازیکنان جوان‌تر ناامیدکننده است». او همچنین نوشت: «اگر حاضر نباشید [دنیای] پادشاهی‌های جادویی دیزنی را پرورش دهید، اشتیاق بازی با لذت تمام تنها اندازه‌ای به شما غذا خواهد خوراند که شکم‌تان را سیر کند، سپس ساعت‌ها شما را گرسنهٔ محتوا نگه می‌دارد.» با وجود جلوه‌های دیداری زیبا و ساختارهای جذاب بازی، او نهایتاً نتیجه گرفت که: «سخت است که از اشتیاق بازی بگذرید» و بازی را «بدترین نوع بازی‌های رایگان، اما دارای درخششی خوب و گهگاهی کیفیت یک بازی پریمیوم» توصیف کرد.

### شمار بازیکنان و درآمد
گیم‌لافت در دسامبر ۲۰۱۸ اعلام کرد که تاکنون، ۱۱۸ میلیون دلار از این بازی درآمد کسب کرده است. بازی بیش از ۷۰ میلیون بار از زمان انتشارش در ۲۰۱۶ بارگیری شده است. ویوندی آشکار کرد که دیزنی مجیک کینگدمس در کنار دیزنی دریم‌لایت ولی، آسفالت ۹: افسانه‌ها، مارچ آو امپایرز و دیزنی اسپیداستورم با هم ۵۷ درصد از درآمد کل گیم‌لافت را تشکیل می‌دهند و دیزنی مجیک کینگدمس را جز پنج بازی پرفروش گیم‌لافت رتبه‌بندی کرد.